# Moi + n, Moi - n
Moi + n, Moi - n (titre original : {Now + n, Now - n}) est une nouvelle de science-fiction de Robert Silverberg publiée en 1972. 
La nouvelle allie les thèmes de la télépathie et du voyage temporel.
Elle a été proposée au prix Locus de la meilleure nouvelle courte 1973, sans remporter le prix.

## Publications
Entre 1972 et 2017, la nouvelle a été éditée à environ un peu plus d'une vingtaine de reprises dans des recueils de nouvelles de Robert Silverberg ou des anthologies de science-fiction.

### Publications aux États-Unis
La nouvelle est parue en 1972 dans Nova 2, anthologie composée par Harry Harrison, éditions Walker & Co.
Elle a ensuite été régulièrement rééditée dans divers recueils de Robert Silverberg et diverses anthologies.

### Publications en France
La nouvelle est notamment publiée en France :
- dans Bateaux ivres au fil du temps, éd. Casterman, octobre 1978  (ISBN 2-203-22625-0), collection Autres temps, autres mondes, série Anthologies n°24, traduction de Jacques Chambon ;
- dans le recueil Voyage au bout de l'esprit, éditions Omnibus, 1998 (904 pages).

Elle est parue aussi en 2002 dans le recueil Les Jeux du Capricorne, avec une traduction de Jacques Chambon ; il y a eu une nouvelle édition en livre de poche chez J'ai lu en 2004. La nouvelle est donc l'une des 124 « meilleures nouvelles » de Silverberg sélectionnées pour l'ensemble de recueils Nouvelles au fil du temps, dont Les Jeux du Capricorne est le deuxième tome.

### Publication en Grande-Bretagne
La nouvelle a été publiée en Grande-Bretagne dans l'anthologie To the Dark Star (1991).

### Publications dans d'autres pays
La nouvelle a été publiée :
- en néerlandais sous le titre (Nu + n), (Nu - n) (1977) ;
- en allemand sous le titre Jetzt Plus Minus (1977).

## Résumé
Le narrateur s'appelle Aram Kevorkian et le récit commence le 7 octobre 1987. Aram est doté d'un « don » extraordinaire : il est capable d'entrer télépathiquement en contact avec lui-même, mais un lui-même situé à 48 h dans le passé (« moi - n ») et un lui-même situé à 48 h dans le futur. Trois contacts sont établis chaque semaine, les lundis, mercredis et samedis. Chaque fois, Aram est en contact ses Aram + 48 h et Aram - 48 h. Le Aram situé dans le futur lui donne les résultats des cotations boursières ayant varié de + ou - 5 %, ce qui permet au Aram du présent de jouer en Bourse et de ne jamais perdre d'argent. Le Aram du présent donne les cours du jour au Aram - 48 h. Cette chaîne temporelle télépathique lui a permis, en quelques années, de devenir très riche et de vivre une vie de nabab. 
Ce système bien ordonné et fructueux se dérègle lorsqu'Aram fait la connaissance de la magnifique Selene Hughes, dont il tombe immédiatement amoureux. Très vite, une histoire d'amour s'instaure entre eux. Mais cette liaison sentimentale a une conséquence inattendue : son Moi + 48 h ne le contacte plus et ne lui donne plus aucune consigne de vente ou d'achats d'actions. Il ne tarde pas à comprendre que cette absence de contact résulte de la seule présence de Selene à ses côtés, et spécialement d'un médaillon métallique qu'elle porte toujours sur son thorax, y compris lorsqu'ils font l'amour. Aram a une brève conversation télépathique avec son Moi + 48 h, lequel lui explique que Selene est une « psi-inhibante » : elle absorbe l'énergie de transmission télépathique et est la cause de la rupture du contact télépathique. Que faire ? Questionnée à ce sujet, Selene refuse fermement et systématiquement, non seulement de se séparer de ce médaillon, mais aussi de donner la raison du port du médaillon, et Aram est devenu trop amoureux pour envisager de se séparer, même quelques minutes, de l'élue de son cœur. 
Il décide donc de boursicoter à l'aveugle, à l'instinct, voire au hasard, et perd rapidement des sommes énormes. Craignant d'être ruiné, il décide de quitter temporairement Selene afin de reconstituer sa fortune. Il la quitte donc sans prévenir et prend l'avion pour Istanbul. Arrivé là, il est contacté par Aram + 48 h qui lui donne des informations très détaillées sur les titres à vendre et ceux à acheter. Très rapidement, il reconstitue sa fortune, tout en regrettant l'absence de Selene qui lui manque énormément. Mais au bout de quelques jours, il reçoit un message de Selene alors qu'il se trouve en Égypte. Elle est parvenue à le retrouver et lui dit que s'il refuse de la revoir, elle se suicidera. Il accepte alors de revoir Selene et lui révèle son secret de télépathie temporelle. Selene aussi a son propre secret et le révèle à Aram : elle « oscille dans le temps », ce qui fait qu'elle ne peut jamais occuper la même localisation temporelle plus de quelques heures. Cet état de fait a pu être supprimé grâce à l'action du médaillon métallique, artefact issu de la science humaine du XXIVe siècle : tant qu'elle porte ce médaillon, elle n'oscille pas et peut vivre dans un temps déterminé. Ceci signifie qu'en l'absence de médaillon, elle ne pourra avoir aucune liaison sentimentale avec Aram. Elle a alors une idée : elle quitte provisoirement son médaillon et se met à voyager dans le temps. Elle rapporte à Aram des journaux de diverses années situées dans le futur, de 1988 à 2206. Après avoir ramené une pile de journaux, elle propose à Aram qu'il cesse d'entrer en contact avec ses « Moi + n, Moi - n » : les journaux rapportés leur permettront de connaître les résultats boursiers sur le long terme et de maintenir sans difficulté la richesse d'Aram, et sans doute de l'augmenter substantiellement. Aram accepte. 
Dans les dernières lignes de la nouvelle, Aram explique que Selene et lui vivent une merveilleuse histoire d'amour et que leurs revenus sont confortables ; toutefois il regrette beaucoup de ne plus être en contact avec ses autres « Moi » et se sent bizarrement seul : ses autres Moi lui manquent comme lui manqueraient des frères. Mais il a déjà un autre projet en tête : il va essayer d'apprendre à « osciller » sur la même fréquence que Selene, et par conséquent tous deux pourraient voyager ensemble dans le temps.